# 원쑤친
원쑤친(중국어 간체자: 文七妹, 정체자: 文其美, 병음: Wén Sùqín, 1867년 2월 12일 ~ 1919년 10월 5일)은 농부 마오이창의 아내이자 초대 주석인 마오쩌둥의 어머니이다.

## 생애
원쑤친은 1867년 후난성 샹샹시에 있는 시두이핑의 계곡에서 태어났다. 그녀의 아버지인 원치푸는 술을 많이 마시는 가난한 구두장이였다. 그녀가 태어났을 때, 그녀의 어머니는 치푸의 14살 후궁이였다. 그녀는 두 명의 남동생과 두 명의 여동생들이 있었고, 그녀가 10살이 될 때까지 교육을 위해 지역의 불교 수녀원에 다녔다. 그녀의 아버지가 그녀의 어머니를 이길 것이었기 때문에, 그들은 후난의 사오산으로 도망갔고. 그곳에서, 수친의 어머니는 그 당시 중국 본토에서 매우 흔하지 않았던 60세의 지주와 재혼했다. 수친은 그곳의 침례교에 다녔고 우등으로 합격했으며. 13살의 나이에, 그녀의 의붓아버지는 긴 소작농 출신의 10살 마오이창과 그녀의 결혼을 주선하여. 26살의 나이에, 수친은 마오쩌둥을 낳았다.
마오쩌둥이 태어난 후, 그의 부모님은 지역의 풍습과 같이 수탉을 선물 받았다. 원 총리는 이전에 두 아들이 유아기에 사망했기 때문에 아기의 건강을 걱정했다. 그녀는 산에 살고 있는 스님을 만나러 아기를 데리고 가서 스님에게 그를 돌봐달라고 부탁했는데. 스님은 아기 제동이 건강해 보인다며 거절했다. 그곳에서 그녀는 인근 지역에 있는 그녀의 아버지 집으로 가서 관음보살을 모시는 절에 들러 제동의 양어머니가 되기를 기도했다. 이후 원쑤친은 1919년 10월 5일 림프암으로 사망하였다.

## 참고 문헌
- Chang, Jung; Halliday, Jon (2005). Mao: The Unknown Story. London: Jonathan Cape. ISBN 978-0-224-07126-0.*Feigon, Lee (2002). Mao: A Reinterpretation. Chicago: Ivan R. Dee. ISBN 978-1-56663-458-8.
- Hollingworth, Clare (1985). Mao and the Men Against Him. London: Jonathan Cape. ISBN 0224017608.
- Pantsov, Alexander V.; Levine, Steven I. (2012). Mao: The Real Story. New York and London: Simon & Schuster. ISBN 978-1-4516-5447-9.
- Terrill, Ross (1980). Mao: A Biography. New York City: Simon and Schuster. ISBN 978-0-06-014243-8.
- Snow, Edgar (1961) [1937]. Red Star Over China. New York City.